# Фудбалска репрезентација Француске Гвајане
Фудбалска репрезентација Француске Гвајане (фр. Sélection de Guyane de football) је фудбалски тим који представља Француску Гвајану на међународним такмичењима под контролом Фудбалског савеза Француске Гвајане, који је испостава ФФФ, али се такође налази у оквиру Карипске фудбалске уније и КОНКАКАФ-а. Фудбалски савез није члан ФИФА.
Као прекоморско одељење Француске Републике, Француска Гвајана није члан ФИФАе и због тога нема право да учествује на Светском првенству у фудбалу или било које такмичење које организација организује из прве руке. Становници Француске Гвајане, који су француски држављани, имају право да играју за фудбалску репрезентацију Француске. Француска Гвајана је, међутим, члан КОНКАКАФа и КФУа и има право на сва такмичења која организују обе организације. Према статусу ФФФа (члан 34, став 6): „[...] Под контролом сродних континенталних конфедерација, и уз сагласност ФФФа, те лиге могу организовати међународне спортске догађаје на регионалном нивоу или поставити тимове како би учествовали у њима.

## Такмичарска достигнућа

### Златни куп
| Конкакафов златни куп | Конкакафов златни куп | Конкакафов златни куп | Конкакафов златни куп | Конкакафов златни куп | Конкакафов златни куп | Конкакафов златни куп | Конкакафов златни куп | Конкакафов златни куп |
| Година                | Резултат              | Позиција              | Ута.                  | Поб.                  | Нер.*                 | Изг.                  | ГД                    | ГП                    |
| --------------------- | --------------------- | --------------------- | --------------------- | --------------------- | --------------------- | --------------------- | --------------------- | --------------------- |
| 1991. до 2000.        | Није се квалификовала | Није се квалификовала | Није се квалификовала | Није се квалификовала | Није се квалификовала | Није се квалификовала | Није се квалификовала | Није се квалификовала |
| 2002.                 | Није учествовала      | Није учествовала      | Није учествовала      | Није учествовала      | Није учествовала      | Није учествовала      | Није учествовала      | Није учествовала      |
| 2003.                 | Није учествовала      | Није учествовала      | Није учествовала      | Није учествовала      | Није учествовала      | Није учествовала      | Није учествовала      | Није учествовала      |
| 2005.                 | Није се квалификовала | Није се квалификовала | Није се квалификовала | Није се квалификовала | Није се квалификовала | Није се квалификовала | Није се квалификовала | Није се квалификовала |
| 2007. до 2011.        | Није учествовала      | Није учествовала      | Није учествовала      | Није учествовала      | Није учествовала      | Није учествовала      | Није учествовала      | Није учествовала      |
| 2013.                 | Није се квалификовала | Није се квалификовала | Није се квалификовала | Није се квалификовала | Није се квалификовала | Није се квалификовала | Није се квалификовала | Није се квалификовала |
| 2015.                 | Није се квалификовала | Није се квалификовала | Није се квалификовала | Није се квалификовала | Није се квалификовала | Није се квалификовала | Није се квалификовала | Није се квалификовала |
| 2017                  | Групна фаза           | 12.                   | 3                     | 0                     | 0                     | 3                     | 2                     | 10                    |
| 2019.                 | Није се квалификовала | Није се квалификовала | Није се квалификовала | Није се квалификовала | Није се квалификовала | Није се квалификовала | Није се квалификовала | Није се квалификовала |
| 2021.                 | Није се квалификовала | Није се квалификовала | Није се квалификовала | Није се квалификовала | Није се квалификовала | Није се квалификовала | Није се квалификовала | Није се квалификовала |
| Укупно                | Групна фаза           | 1/16                  | 3                     | 0                     | 0                     | 3                     | 2                     | 10                    |

### Куп Кариба
| Куп Кариба     | Куп Кариба            | Куп Кариба            | Куп Кариба            | Куп Кариба            | Куп Кариба            | Куп Кариба            | Куп Кариба            | Куп Кариба            |
| Година         | Резултат              | Поз.                  | Ута.                  | Поб.                  | Нер.*                 | Изг.                  | ГД                    | ГП                    |
| -------------- | --------------------- | --------------------- | --------------------- | --------------------- | --------------------- | --------------------- | --------------------- | --------------------- |
| 1989. to 1994. | Није се квалификовала | Није се квалификовала | Није се квалификовала | Није се квалификовала | Није се квалификовала | Није се квалификовала | Није се квалификовала | Није се квалификовала |
| 1995.          | Групна фаза           | 7.                    | 6                     | 1                     | 1                     | 4                     | 9                     | 11                    |
| 1996. до 1998. | Није се квалификовала | Није се квалификовала | Није се квалификовала | Није се квалификовала | Није се квалификовала | Није се квалификовала | Није се квалификовала | Није се квалификовала |
| 1999.          | Одустала              | Одустала              | Одустала              | Одустала              | Одустала              | Одустала              | Одустала              | Одустала              |
| 2001.          | Није учествовала      | Није учествовала      | Није учествовала      | Није учествовала      | Није учествовала      | Није учествовала      | Није учествовала      | Није учествовала      |
| 2005.          | Није се квалификовала | Није се квалификовала | Није се квалификовала | Није се квалификовала | Није се квалификовала | Није се квалификовала | Није се квалификовала | Није се квалификовала |
| 2007. до 2010. | Није учествовала      | Није учествовала      | Није учествовала      | Није учествовала      | Није учествовала      | Није учествовала      | Није учествовала      | Није учествовала      |
| 2012.          | Групна фаза           | 7.                    | 3                     | 1                     | 0                     | 2                     | 4                     | 6                     |
| 2014           | Групна фаза           | 5.                    | 3                     | 1                     | 1                     | 1                     | 7                     | 6                     |
| 2017           | Треће место           | 3.                    | 2                     | 1                     | 1                     | 0                     | 2                     | 1                     |
| Укупно         | Треће место           | 4/19                  | 14                    | 4                     | 3                     | 7                     | 22                    | 24                    |